# Zračni vjetroagregat

Zračni vjetroagregat je novija vrsta vjetroagregata, koji gotovo slobodno leti zrakom, a u mogućnosti je raditi na visokim i niskim nadmorskim visinama. Dugo se smatralo da je tehnički nemoguće pridobiti energiju vjetra na visokim nadmorskim visinama, no tehnologija iskorištavanja energije vjetra ipak je otišla korak dalje. Gustoća snage vjetra povećava se s nadmorskom visinom, pa tako na 80 metara nadmorske visine prosječna gustoća snage vjetra na globalnoj razini iznosi 58 W/m2, na 800 metara nadmorske visine iznosi 205 W/m2, a na 2000 metara nadmorske visine čak 600 W/m2. Upravo ove činjenice uvijek su privlačile znanstvenike da pokušaju doprijeti što više, no kod standardnih vjetroagregata na određenim visinama struktura postaje eksponencijalno teža, nestabilnija i prije svega znatno skuplja.

## Povijest
Ranih 1990-ih godina Jack Colin je patentirao ideju o zračnom vjetroagregatu, koji bi radio na osnovu samoodržavanja, odnosno na način da bi se dio uzgona rotora koristio za podržavanje težine samog vjetroagregata. Talijanski istraživač Massimo Ippolito ovu ideju pomaknuo je korak dalje kada je primijetio da je zmaj u stanju prikupiti veliku količinu energije i zaključio da bi se sličnim sustavom mogla proizvesti električna energija. Razvojem tehnologije ideja o pridobivanju električne energije iz energije vjetra na visokim nadmorskim visinama prerasla je u prve prototipe, pa je tako 2000. u Italiji osnovan istraživački centar u kojem se razvija projekt pod nazivom Kite Wind Generator Project, odnosno Kite Gen, a sam projekt i istraživanja vodi tvrtka Sequoia Automation, iz Torina.
Problem „hvatanja“ vjetra riješen je upotrebom velikih zmajeva, vrlo sličnih onima koji se koriste za jedrenje sa zmajevima, koji su kabelima usidreni na okretnu strukturu. Zmajevi lete po unaprijed određenoj putanji, te se sila na kabele kojima su usidreni pretvara u mehaničko uvijanje (torziju)  koja pokreće električni generator na tlu. Rotacija aerodinamičkog zmaja oko vlastite osi zapravo oponaša rad propelera koji rotacijom aktivira koloturni mehanizam na generator, proizvodeći na taj način električnu energiju. Kretanje zmaja prati se i određuje na tlu pomoću posebnog računalnog programa, te je njegove letove moguće automatski prilagoditi, kako bi se iskoristila maksimalna snaga i proizvodnja električne energije, a u slučaju smetnji kao što su nadolazeći helikopteri, mali zrakoplov ili ptice, zmajeve je moguće u vrlo kratkom roku, od nekoliko sekundi, preusmjeriti.

## Vrste zračnih vjetroagregata
Do sada su zračni vjetroagregati razvijeni u nekoliko modela s različitim tehnološkim rješenjima, pa tako trenutno postoje: Kite Gen generator za primjenu na kopnu, Kite Gen generator za primjenu na moru, Kite Gen generator za kopnene i morske vjetroelektrane, Kite Gen generator namijenjen za brodove, Kite Gen generator dizajniran kao vrtuljak za primjenu na kopnu, lebdeći vjetroagregat za velike nadmorske visine.

### Kite Gengenerator za primjenu na kopnu
Ovaj generator testiran je na visini od 800 metara, te razvija snagu u prosjeku 5 kW, odnosno maksimalno 30 kW, pri brzinama vjetra od 4,5 m/s.

### Kite Gengenerator za primjenu na moru
Kod ovakvog tipa Kite Gena pojavljuje se problem ugradnje plutajuće platforme zbog velikog potiska koji nastaje prilikom same operacije ugradnje. Za sada je izveden samo jedan prototip pod nazivom Blue H.

### Kite Gengenerator za kopnene i morske vjetroelektrane
Ovakav Kite Gen sastoji se od nekoliko grupiranih generatora na određenom prostoru, a omogućava pridobivanje veće količine energije na određenom mjestu. Generatori mogu biti postavljeni na udaljenost 100 metara jedan od drugoga, čime postižu 4 puta veću nominalnu proizvodnju od tradicionalnih vjetroagregata za istu zauzetu površinu. Mogu se primjenjivati i na kopnu i na moru.

### Kite Gengenerator namijenjen za brodove
Projekt je trenutno u razvoju, a financiran je od strane Europske unije. Mogao bi pružati energiju brodskim strojevima, te električnu energiju samom brodu.

### Kite Gengenerator dizajniran kao vrtuljak za primjenu na kopnu
Konfiguracija kombinira serije generatora spojene na jedan bazni modul, a napetost kabela održava se konstantnom, te se duljina kabela mijenja kako bi se zadržala optimalna putanja. Prilikom kruženja zmajeva na visini od 800 do 1000 metara, vertikalne rotirajuće osi strukture aktiviraju alternator. Maksimalna moguća veličina još uvijek se istražuje, ali prema prvim procjenama moguće je postignuti 1 GW s promjerom približno 1600 metara. Ova vrsta generatora predstavlja posljednji korak za potpunu primjenu Kite Gen projekta, te pronalazi gotovo idealnu primjenu. Financijska analiza za projekt elektrane snage 100 MW, na temelju proizvodnje električne energije u razdoblju od 20 godina, prikazuje trošak manji od 30 eura po MWh, bez uzimanja u obzir dodatnih smanjenja zbog smanjene emisije stakleničkih plinova. Takav trošak neusporedivo je jeftiniji od proizvodnje električne energije iz fosilnih goriva, pa čak i od proizvodnje energije pomoću drugih obnovljivih izvora, kao što su vjetroelektrane ili fotonaponske ćelije. Osim nevjerojatno male cijene, Kite Gen nema emisija CO2, niti toplinskih emisija, te zauzima jako malo prostora, što znatno smanjuje negativan vizualni utjecaj na okoliš.

### Lebdeći vjetroagregat za velike nadmorske visine
Kako bi iskoristili jake vjetrove koji pušu visoko iznad razine tla, tvtka Altaeros Energies je razvila lebdeći vjetroagregat, koji izgleda kao kombinacija tradicionalnog vjetroagregata i cepelina. Nakon većeg broja uspješnih testova, tvtka Altaeros Energies je prilično sigurna da bi se njihov model mogao koristiti kao mogućnost za proizvodnju obnovljive energije na udaljenim i odvojenim selima i vojnim bazama. Dizajn samog Altaerosovog vjetroagregata je jednostavan. Ljuska koja se napuni helijem se diže s tla na visoku nadmorsku visinu gdje je vjetar puno jači nego u blizini zemlje. Lebdeći vjetroagregat se zadržava na mjestu putem vrlo jakih povodaca, koji ujedno služe i za isporuku električne energije na zemlju. Vjetar je na takvim visokim razinama iznad tla i do pet puta jači, ali je i puno stalniji.
2011. je testiran prototip veličine 10 metara na visinu od preko 100 metara. Taj prototip se automatski dizao na zadanu visinu, proizvodio električnu energiju, te se vraćao nazad na zemlju. Prototip je na višoj visini proizvodio duplo više energije nego što bi se proizvelo na uobičajenoj visini vjetroagregata. Naravno postoje i druge prednosti ovakvih vjetroagregata, a to je da proizvode vrlo malu količinu buke i da je održavanje minimalno, te se može obavljati na razini tla spuštanjem vjetroagregata. Dodatno, ljuska napunjena helijem se nalazi oko lopatica, tako da se njihova vrtnja ne može primijetiti, a na što se neki ljudi često žale kod modernih vjetroagregata.